# بوكيمون كرونيكلز
سائل الإعلام
بوكيمون كرونيكلز ، المعروفة جزئياً في اليابان باسم " حرفيا باسم'وحوش الجيب القصة الجانبية' (ポケットモンスター サイドストーリー بوكيتو مونتستا سايدو سوتوري) ، هي سلسلة عرض من أنيمي البوكيمون، تدور احداثها حول شخصيات أخرى غير اش كيتشام.
تم بثها لأول مرة في اليابان 15 أكتوبر 2002 على تلفزيون طوكيو وتم بث الحلقة الاخيرة في 28 سبتمبر 2004. في وقت لاحق تم عمل دبلجة الإنجليزية وتم بثها لأول مرة في إنجلترا على قنا تونامي، حيث تم عرضها في الفترة بين 11 مايو 2005 و 5 أكتوبر 2005. تم بث العرض في الهند على شبكة كرتون الهند في عام 2009. تم عرض المسلسل لأول مرة في الولايات المتحدة على كارتون نتورك في 3 يونيو 2006، بعد أن انتهى في معظم البلدان الأخرى ولم يتم بث نسخة عربية منه.
تم إصدار أربعة أقراص DVD في المملكة المتحدة، ولا يزال إصدار الولايات المتحدة غير موجود حتي الآن. تم إصدار جميع الحلقات إضافية بوكيمون من الستة مواسم الأولى في أستراليا (لا تحتوي مجموعات الدي في دي على حلقات بوكيمون كرونيكلز ، في حين أن مجموعات DVD الـ 14 الأقدم تحتوي علي ذلك). كما تم إصدار مجموعة دي في دي تحتوي على جميع الحلقات الـ 22 في أستراليا.

## الشخصيات

### الشخصيات الاساسية
- اش كيتشوم (ساتوشي): نادراً ما يُرى اش. في حلقات الشتاء، انضم إليه بيكاتشو وبعض بوكيمونات ميستي وبروك ويلتقي بمجموعة من «بوكيمونات سنورلاكس الثلجية».
- بروك (تاكيشي): سافر بروك في جميع أنحاء منطقة كانتو ومنطقة جانتو مع اش زار بوكيمون جيم  [لغات أخرى]‏ في بيوتر سيتي. هناك وجد أن والدته قد استولت على صالة الألعاب الرياضية، وحولتها إلى صالة ألعاب مائية.
- كيسي (ناناكو): تم تقديم كيسي في يوهتو، حيث قابلت اش. التقيا عدة مرات بعد ذلك، رغم أن كايسي حصلت على 4 شارات فقط في الوقت الذي استغرقه آش في الحصول على 8. عندما لا تتدرب بوكيمون، فإنها من أكبر المعجبين بفريق البيسبول اليكتاباز الخيالي. وتملك عدة بوكيمونات وهي ميجانيوم (بوكيمونها البدائي)، بيدجي، راتَاتا، بيدريل (الذي قدمه لها اش)، اليكيد، ويقال في الدبلجة انها تملك ايضاً ماجمار ورابيداش. حيث انها امسكت بالبوكيمونات التي فشل آش في الإمساك بها.
- غاري أوك (شيجيرو): غاري أوك حفيد البروفيسور أوك. كان عالقًا للغاية وسافر مع فرقته من المشجعات حول كانتو  [لغات أخرى]‏ . قرر أن يصبح بوكيمون بروفيسور.
- جيمي (كينتا): جيمي في طريقه ليصبح بوكيمون ماستر مع بوكيمونه تيفلوسيون، حتى يتمكن من مساعدة الأطفال في مدينة بارك الجديدة
- مارينا : مارينا صديقة قديمة لجيمي، وهي تناضل للتسلية، وتأكد دائمًا من أنها تقدم عرضًا جيدًا. كما أنها تؤدي رقصات مع البوكيمون الخاص بها كريستال . بوكيمونها المفضل هي ميسدريفوس (الملقبة ب «ميس ليتل»)
- فنسنت (جونيتشي): قاتل فنسنت اش في المؤتمر الفضي، على الرغم من أنه كان يعرف باسم جاكسون . بوكيمونه المفضل هو ميجانيوم. كان يسمي بمن تحبه مارينا، حتى تم تسميته فابو فيني. يبدو أنه يصاب بجنون العظمة عندما يتعلق الأمر بمارينا، ويشعر بالغيرة عندما وقعت مارينا في حب يوزين (الذي كان يطلق عليه في ذلك الوقت اسم يوجين)، لأنه كان يرتدي كاب، تمامًا مثل لانس، أول شخص احببته مارينا
- ميستي (كازومي): سافرت ميستي في كل مكان مع اش منذ أن كسر دراجتها، وكذلك مع بروك وتريسي في جزر اورنج ولكن في نهاية قصة جانتو لأنيمي بوكيمون، ذهبت مع أخواتها في جولة حول العالم، وكان عليها أن تصبح القائدة الرسمية للجيم في مدينة سيروليان
- البروفيسور صموئيل أوك  [لغات أخرى]‏ (البروفيسور يوكيناري اوكيدو): الأستاذ صموئيل أوك هو أهم سلطة في العالم في بوكيمون. عندما المدربين مثل اش كيتشوم وغاري اوك يبدأ رحلة البوكيمون، الأستاذ اوك يقوم باعطائهم البوكيمون البدئي حيث يختارون واحد من - بلباسور، تشارمندر، أو سكويرتل، (أو بيكاتشو في حالة اش) (قد يحمل كل مدرب ما يصل إلى ستة ستة بوكيمون/ بوكيدكس [الفرنسية]‏ ويقوم بتحديث البوكيديكس [الفرنسية]‏ .
- ماي (هاروكا): نادراً ما شوهدت ماي.
- ريتشي (هيروشي): حارب ريتشي وصديقه بيكاتشو، سباركي، اش في هضبة إنديجو، وكانوا أصدقاء منذ ذلك الحين، على الرغم من أنهم التقوا مرة أخرى فقط (في جزر ويرل). ريتشي يقرر الذهاب ومقابلة اش في هوين، لكن يبدو أنه يعارض ذلك، لأنه شوهد لاحقًا في جزر سيفي.
- تريسي (Kenji): سافر تريسي مع اش وميستي في جزر اورنج، وهو الآن مساعد مختبر للأستاذ اوك. إنه يحب الرسم، وقد أنتج العديد من الرسومات الدقيقة لبوكيمونات. كما أنه صديق حميم لبروك.

### شخصيات ثانوية
- ديليا كيتشوم (هاناكو): ديليا هي والدة اش. إنها تفتقده حقًا بينما يكون بعيدًا. وهي أيضًا صديقة حميمة مع البروفيسور أوك وتريسي.
- جيلبرت (هاجيمي): جيلبرت هو مدرب بوكيمون جديد (وابن العمدة في الدبلجة الإنجليزية). يكره مبتدئين كينتو ويريد بوكيمون أقوى مثل تروتشيك بدلاً من تلك التي يقدمها البروفيسور اوك، ولكن في النهاية، يختار بولباسور.
- ساكورا : ساكورا هي واحدة من «أخوات كيمونو» من مدينة إكروتيك. كانت تنوي أصلاً الانضمام إلى اش وميستي وبروك في رحلة بوكيمون، لكنها قررت البقاء في المنزل ومعرفة المزيد أولاً. وهي الآن جمع شارات في كانتو مع ايسبيون وبوكيمونها الجديد بيوتيفلاي.

### الأشرار عصابة الرداء الاسود\الابيض
- هان واتيلا (بوسون و باشو): هان واتيلا أيضًا عضوان في عصابة الرداء الابيض أو الاسود، وهما خارجان للامساك بالبوكيمون رايكو. تم اشتقاق أسمائهم من أتيلا الهوني. (هون ذكر في النسخة اليابانية).
- كاسيدي وبوتش (ياماتو وكوسابورو): لا يتبع كاسيدي وبوتش. اختاروا أشياء جديرة بالاهتمام وبوكيمونات عديدة لسرقتها. لسوء الحظ بالنسبة لهم، فإنهم عادةً يختارون الأشخاص المرتبطين باش بطريقة ما. هم الأشرار الرئيسين في بوكيمون كرونيكلز . أسمائهم مستمدة من المجرم بوتش كاسيدي.
- د. نامبا : يظهر الدكتور نامبا (غير مرئي، لكنه يظهر مع صورة ظلية) بعد الدقائق الأولى في عدة حلقات
- جيسي وجيمس (موساشي وكوغيرو): جيسي وجيمس وبدء تشغيل فرع مدينة من فريق روكيت (جنبا إلى جنب مع شريكهما الجديد نيراث(مياوث)). عندما لا يحاولون الاستيلاء على بيكاتشو. أسماءهم الإنجليزية مشتقة من اسم المجرم الخارج عن القانون جيسي جيمس.
- الأستاذ سيباستيان (د. شيرانوي): يظهر الأستاذ سيباستيان في عدة حلقات في الأنيمي. وأمر أتيلا وهون بالقبض على رايكو.

## مؤديين الاصوات

### النسخة اليابانية
- ايكوي اوتاني في دور بيكاتشو
- ريكا ماتسوموتو في دور ساتوشي
- في دور هاروكا
- اينوكو اينوياما في دور نيارث
- مايومي إيزوكا في دور كازومي
- ميجومي هاياشيبارا في دور موساشي
- شينيتشيرو ميكي في دور كوجيرو
- ساتومي كوروجي في دور توجي
- توموكازو سيكي في دور كينجي
- مينامي تاكاياما في دور هيروشي
- أونشو إيشيزوكا في دور البروفيسور اوكيدو
- ماسامي تويوشيما في دور هاناكو
- يوجي أويدا في دور تاكيشي
- يوكو كوباياشي في دور شيجيرو
- تاكيهيتو كوياسو في دور كوسابورو
- أونشو إيشيزوكا في دور الراوي
- شينامي نيشيمورا في دور جونيسا

### النسخة الإنجليزية
- شون شيميل في دور جيمي
- كيلي ديفيس (ويعرف أيضا باسم كيلي راي) في دور مارينا
- هون، ديليا كيتشوم، الرماد كيتشوم (في النقش)، مايو (في النقش) - فيرونيكا تايلور
- أتيلا - مارك طومسون
- فنسنت - كيفن كولاك
- يوجين (المعروف باسم يوسين في السلسلة الرئيسية) - دان غرين
- ميستي، جيسي، فايوليت - راشيل ليليس
- ديزي - ليزا أورتيز
- ممرضة جوي - بيلا هدسون
- الضابط جيني - لي كويك
- البروفيسور أوك - ستان هارت
- ريتشي، بيني ديماريو، بولباسور، فانبي وتيديورسا - تارا جين
- تريسي، جيوفاني - إد بول
- ساكورا، كيسي - كيري ويليامز
- الراوي - مايك بولوك
- جيمس، بروك، البروفيسور سيباستيان، بوتش، ويزنج - إريك ستيوارت
- مياوث - مادي بلاوستين
- الدكتور نانبا، غاري أوك - جيمي زوبي
- جيلبرت - جيسون جريفيث
- سيلبي - روسي تايلور
- كاسيدي، تيديورا - أندي ويل
- دي جي ماري - إيمي بيرنبوم
- بيكاتشو - إيكو شيتاني
- أربوك - كويتشي ساكاجوتشي
- توجيبي - ساتومي كوروجي
- كوري ديمارو - مات هوفرمان
- الراوي - رودجر بارسونز (الفضل في كين غيتس)

## روابط خارجية
- بوكيمون كرونيكلز على موقع ميتاكريتيك (الإنجليزية)
- بوكيمون كرونيكلز على موقع ANN anime (الإنجليزية)
- حقيبة ظهر دوجاسو دوجاسو مقارنات أصلية مع مقارنات اللغة الإنجليزية. من حلقات Pokémon Chronicles ، تم الانتهاء من 1-21.
- Serebii.net أوصاف طويلة وصور لكل حلقة.